# Racket Boys
Racket Boys, ou Au Volant au Québec (라켓소년단) est une série télévisée sud-coréenne en seize épisodes d'environ 71 minutes mettant en vedette Kim Sang-kyeong et Oh Na-ra (en), et diffusée du 31 mai au 9 août 2021 sur SBS, ainsi que sur Netflix dans le reste du monde.

## Synopsis
Yoon Hae-Kang, jeune citadin de Séoul, emménage à la campagne lorsque son père Yoon Hyeon-jong, ancien champion de badminton, est embauché comme entraîneur pour remettre l'équipe de badminton du collège d'Haenam sur pied.
Aux côtés de ses coéquipiers, il doit faire face à des défis personnels et sportifs tout en apprenant l’importance du travail d’équipe et de la persévérance. Ensemble, ils affrontent des compétitions et surmontent les obstacles de la vie quotidienne.

## Distribution

### Acteurs principaux
- Kim Sang-kyeong  (김상경) : Yoon Hyeon-jong[1]: père de Hae-kang et Hae-in, entraîneur de badminton.
- Oh Na-ra (en)  (오나라) : Ra Yeong-ja[2]: mère de Hae-kang et Hae-in, ancienne joueuse professionnelle de badminton et entraîneuse de l'équipe féminine du collège d'Haenam. Surnommé "Ranos".
- Tang Jun-sang  (탕준상) : Yoon Hae-kang[3]: ancien prodige du badminton et joueur de baseball, il se retrouve à jouer à nouveau au badminton en emménageant à la campagne.
- Son Sang-yeon  (손상연) : Bang Yoon-dam[4]: capitaine de l'équipe de badminton
- Choi Hyun-wook  (최현욱) : Na Woo-chan[5]
- Kim Kang-hoon (en)  (김강훈) : Lee Yong-tae[6]: le plus jeune membre du club de badminton. Il est un grand fan du joueur de badminton Lee Yong-dae.
- Lee Jae-in  (이재인) : Han Se-yoon[7]: membre de l'équipe féminine de badminton qui rêve de devenir la plus jeune joueuse retenue dans l'équipe nationale.
- Lee Ji-won  (이지원): Lee Han-sol[8]: membre de l'équipe féminine de badminton. Elle a le béguin pour Bang Yoon-dam.

### Acteurs secondaires
- Ahn Se-bin (안세빈) :  Yoon Hae-in : petite soeur de Hae-kang. Elle est asthmatique.

- Jung Min-seong (정민성): Kim Tae-ho : mari du couple de citadins qui s'installe à Haenam.
- Park Hyo-joo (박효주 ): Shin Phil-ja : épouse de Kim Tae-ho
- Shin Jung-geun (신정근): Coach Bae
- Kim Min-gi (김민기) : Jeong In-sol : élève de la classe de Hae-kang, Yoon-dam et Woo-chan. Il est délégué de classe et rejoint l'équipe de badminton.
- Woo Hyun (우현): Hong Yi-jang : maire de Haenam
- Baek Ji-won (백지원) : Shin Song-hee
- Shin Cheol-jin (신철진): le grand-père
- Cha Mi-kyung (차미경): la grand-mère Oh-mae
- Kim Ki-cheon (김기천): directeur de l'école
- Song Seung-hwan (송승환) : Lee Seung-heon : joueur de badminton participant au tournoi de printemps. Adversaire de Hae-kang.
- Ahn Sang-woo (안상우) : Mr. No : le gérant du magasin spécialisé dans le badminton
- Ahn Nae-sang (안내상) : Fang : coach de l'équipe nationale de badminton
- Yoon Hyun-soo (윤현수) : Park Chan :  joueur de badminton sélectionné dans l'équipe national. Il a le béguin pour Se-yoon.
- Hong Seo-joon (홍서준) : Président Jeong : père de In-sol

### Invités
- Kim Min-seok (김민석) : Hun-hoon : il aide Grand-mère Oh-mae à trouver son chemin à Séoul jusqu'au restaurant où elle doit rejoindre sa famille (épisode 2).
- Park Ho-san (박호산) : Park Sun-bae : ami de Yoon Hyeon-jong (épisode 1)
- Jonathan Thona (조나단 토나) : Jonathan : étudiant en Corée dans la cadre d'un échange scolaire et grand fan de GFriend (épisode 1)
- Jo Jae-ryong (조재룡) : restaurateur (épisode 2)
- Park Ok-chool (박옥출) : mère de Yoon-dam (épisodes 1,2,3,4,5,6,15)[9]
- Kim Tae-hyang (김태향) : Bang Yong-shik, le père de Yoon-dam (épisodes 1,3,5,15)
- Choi Dae-hoon (최대훈) : journaliste pour un magazine de badminton
- Yoon Bong-gil (윤봉길) :  coach de baseball
- Im Chul-hyung (임철형) : père de Woo-chan[10]
- Jo Ryeon (조련) : mère de Woo-chan
- Kim Sung-cheol (김성철) : Park Jun-yeong (épisode 6)
- Ko Soo-bin (고수빈) : Ivana Putri, joueuse de l'équipe indonésienne de badminton (épisode 5)
- Park Hae-soo (박해수) : Lee Jae-joon : ami et ancien coéquipier de Yoon Hyeon-jong (épisode 6)
- Kwon Dong-ho (권동호) : coach au collège de Hyeon-jong and Jae-joon (épisode 6)
- Ki Eun-se (기은세) : Lee Yu-ri : ancienne joueuse de l'équipe nationale de badminton et coach de l'équipe féminine de l'école de Séoul, rivale de Ra Young-ja
- Jo Deok-hee (조덕회) : ancien joueur entraîné par Coach Bae
- Jo Jae-yoon (조재윤) : randonneur de la capitale 1
- Seo Do-jin (서도진) : randonneur de la capitale 2
- Lee Si-eon (이시언) : habitant de Busan qui prend en photo Hae-kang et Se-yoon (épisode 9)
- Heo Sung-tae (허성태) : Coach Cheon (épisode 10)
- Jung Hee-tae (정희태) : Hong Jeong-hyeon, frère de Hong Yi-jang
- Lee Yong-dae (이용대) : lui-même (épisode 15)
- Kang Seung-yoon (강승윤) : Kang Tae-seon : ancien joueur de l'équipe nationale de badminton et de l'équipe du collège Haenam Seo (épisodes 12 à 16)
- Kim Jung-young (김정영) : Seon-yeong : épouse de Coach Bae
- Lee Seok-hyung (이석형) : Lee Kyung-min : ancien joueur de l'équipe nationale de badminton
- Seo Dong-won (서동원) : Dong-hwi (épisode 15)
- Kwon Yu-ri (권유리): Im Seo-hyun : joueuse dans l'équipe nationale de badminton (épisode 16)
- Lee Kyu-hyung (이규형) : Park Jung-hwan (épisode 16)
- Kim Seul-gi (김슬기) : Jang PD (épisode 16)
- Jo Jung-shik (조정식) : présentateur de SBC news  (épisode 16)
- Kim Ji-young (김지영) : Ah-young (épisode 16)

## Production

### Fiche technique
- Titre original : 라켓소년단
- Titre international : Racket Boys
- Titre québécois : Au volant
- Réalisation : Cho Young-kwang
- Scénario : Jung Bo-hun
- Musique : Park Se-joon
- Production : Kim Hee-yeol, Park Sang-hyeon, Jeong Sang-yang
- Production déléguée : Park Young-soo, Lee Joo-hoo
- Société de production : Pan Entertainment (en)
- Sociétés de distribution : SBS (Corée du Sud) ; Netflix (monde)
- Pays d'origine :  Corée du Sud
- Langue originale : coréen
- Format : Dolby Digital
- Genre : Drame sportif
- Durée : 60–86 minutes
- Dates de sortie :
  - Corée du Sud : 31 mai 2021 sur SBS